# Piotr Przyborek

Wappen von Piotr Przyborek

Piotr Przyborek (* 28. Juni 1976 in Danzig) ist ein polnischer Geistlicher und römisch-katholischer Weihbischof im Erzbistum Danzig.

## Leben
Przyborek studierte Philosophie und Theologie am Priesterseminar von Danzig und empfing am 16. Juni 2001 die Priesterweihe. Er wirkte im Erzbistum Danzig als Pfarrvikar und erwarb 2005 ein Lizenziat in biblischer Theologie an der Kardinal-Stefan-Wyszyński-Universität Warschau. Von 2009 bis 2010 lebte er zu Studienzwecken in Jerusalem. Am 9. Juni 2020 wurde Przyborek zum Ehrenkanoniker in Gdynia berufen, wo er zwischen 2001 und 2009 als Pfarrvikar tätig war. 2021 stieg er zum Leiter des diözesanen Pastoralbüros auf.
Papst Franziskus ernannte ihn am 6. Juli 2022 zum Titularbischof von Musti in Numidia sowie zum Weihbischof in Danzig. Die Bischofsweihe spendete ihm am 20. August desselben Jahres Tadeusz Wojda, Erzbischof von Danzig. Mitkonsekratoren waren der Apostolische Nuntius in Polen, Salvatore Pennacchio, und Zbigniew Zieliński, Koadjutorbischof von Koszalin-Kołobrzeg. Am 10. Juni 2024 wurde Przyborek zum Vorsitzenden des bischöflichen Rats für Tourismus und Pilgerfahrten in der Polnischen Bischofskonferenz gewählt.